# Maurice Françon

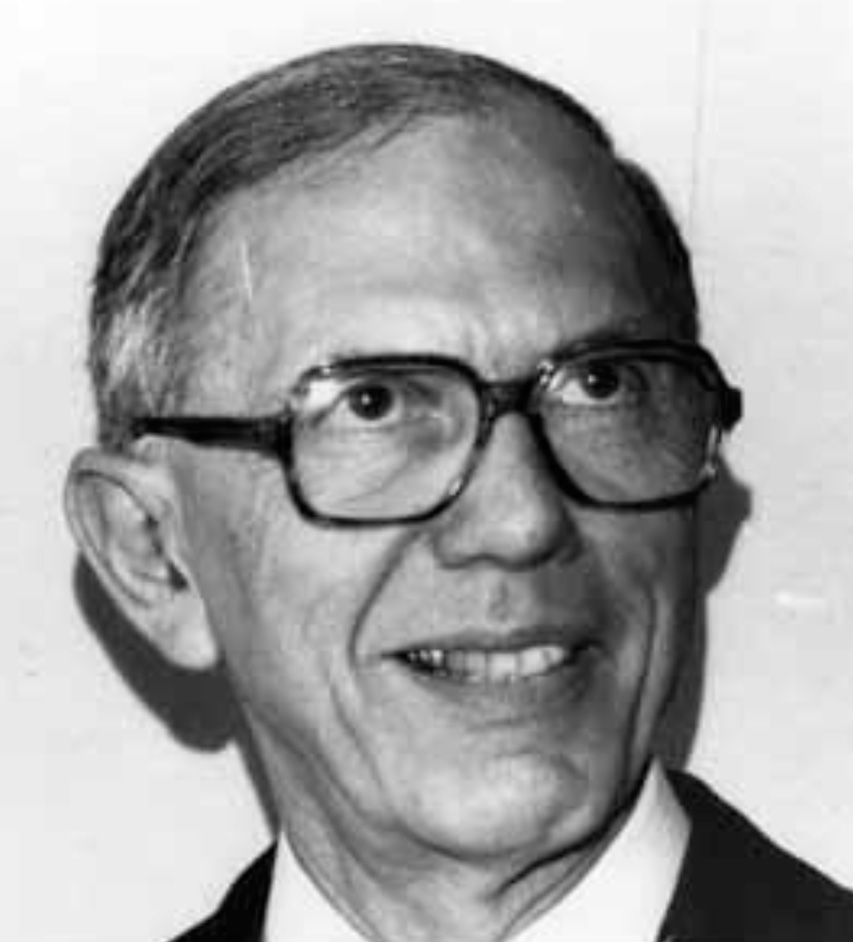
Maurice Françon (1981)

Maurice Françon (* 15. Juni 1913 in Paris; † 11. August 1996 in Sallanches) war ein französischer Physiker und Spezialist für Optik.
Sein Vater stammte aus Lyon, war mit Édouard Herriot verwandt, war Chemieingenieur im Labor von Gabriel Lippmann an der Sorbonne und gründete später eine Firma, die Autos in Handarbeit herstellte vor dem Aufkommen der Fließbandproduktion. Françon studierte nach dem Erhalt des Physik-Lizenziats an der Sorbonne ab 1937 an der École supérieure d'optique (SupOptique) mit dem Diplomingenieurs-Abschluss 1938. Im Zweiten Weltkrieg war er kurz Soldat und dann im Labor von SupOptique in Saint-Cyr-sur-Mer und nach der Befreiung wieder in Paris. Damals befasste er sich unter Leitung von Albert Arnulf (1898–1984) besonders mit physiologischer Optik. 1945 wurde er bei Pierre Fleury (1894–1976) an der Sorbonne mit einer Arbeit über den Sehsinn bei Vorhandensein sphärischer Aberrationen promoviert (Vision dans un instrument entaché d'aberration sphérique). Danach lehrte er an der SupOptique, wurde 1954 Professor ohne Lehrstuhl an der Sorbonne und 1959 Professor. Als ein Teil der SupOptique 1967 nach Orsay zog, gründete er ein eigenes Labor in Paris in einer Kollaboration mit der Universität Paris VI, das schließlich im Institut für Festkörperphysik der Universität aufging.
Er befasste sich insbesondere mit Mikroskopie (Phasenkontrastmikroskopie, Polarisationsmikroskop u. a.). Dabei arbeitete er viel mit Biologen zusammen, zum Beispiel mit dem mit ihm befreundeten Direktor des Institut Pasteur.
1962 erhielt er den Prix Félix Robin und 1981 die Mees Medal. Er erhielt den Grand Prix des techniques der Stadt Paris.

## Schriften
- Le contraste de phase en optique et en microscopie, Paris 1950
- mit André Maréchal: Diffraction, structure des images, influence des aberrations, 1960
- mit André Maréchal: Diffraction, structure des images, influence de la cohérence de la lumière, Paris: Masson 1970
- Progress in Microscopy, Pergamon Press 1961
- Diffraction; cohérence en optique, Gauthier-Villars 1964
  - Englische Übersetzung: Diffraction, coherence in optics, Pergamon Press 1966
- mit S. Slansky: Cohérence en optique, Paris, CNRS 1965
- Interférences, diffraction et polarisation, in Siegfried Flügge Handbuch der Physik, Band 24, 1956
- Modern applications of physical optics, Interscience 1963
- mit anderen: Expériences d’optique physique, Gordon and Breach 1969 (Englische Übersetzung: Experiments in Physical Optics, Gordon and Breach 1970)
- Optical interferometry, Academic Press 1966
- Holography, Academic Press 1974 (französisches Original 1969)
- mit S. Mallick: Polarization interferometers: applications in microscopy and macroscopy, Wiley/Interscience 1971
- Laser speckle and applications in optics, Academic Press 1979
- Optical image formation and processing, Academic Press 1979
- Optique: formation et traitement des images, Paris: Masson 1972